# (1452) Hunnia
(1452) Hunnia – planetoida z pasa głównego asteroid okrążająca Słońce w ciągu 5 lat i 179 dni w średniej odległości 3,11 au. Została odkryta 26 lutego 1938 roku w Obserwatorium Svábhegyi w Budapeszcie przez György Kulina. Nazwa planetoidy pochodzi od narodu węgierskiego. Przed nadaniem nazwy planetoida nosiła oznaczenie tymczasowe (1452) 1938 DZ1.